# Gare de Bradford
La gare de Bradford est une gare de trains de banlieue à Bradford West Gwillimbury en Ontario. La gare est située sur Bridge Street, à l'angle de Holland Street, de Dissette Street, et de Marshview Boulevard. Elle est desservie par les trains de banlieue de la ligne Barrie de GO Transit.

## Situation ferroviaire
La gare est située à la borne 41,5 milles (66,8 km) de la subdivision Newmarket de Metrolinx, entre les gares de Barrie South et d'East Gwilimbury. La ligne s'incurve dans le sud-est en direction de Toronto, parallèlement à la Route 11, avant d'entrer dans la ville de Newmarket. Après Bradford, la ligne s'incurve vers le nord, longeant des champs agricoles en direction de Barrie. La prochaine gare se trouve à l'extrémité sud de la ville de Barrie.

## Histoire

### Ontario, Simcoe, Huron Railroad
Les origines de Bradford remontent au prolongement de la rue Yonge au-delà de Holland Landing jusqu'au lac Simcoe dans les années 1820, et à l'afflux ultérieur de colons sur le territoire situé sur la rive ouest de la rivière Holland. Le village a été aménagé dans les années 1830, mais son développement a continué d'être entravé par le manque de communications. Un service régulier de diligences depuis Toronto a finalement été mis en place en 1850, et la route menant à Holland Landing a été pavée en 1851, mais c'est l'arrivée de la ligne de l'Ontario, Simcoe & Huron Railroad (qui deviendra plus tard le Northern Railway of Canada), en juin 1853, qui a transformé Bradford.
L'ouverture du chemin de fer a donné un élan immédiat à la croissance des villages situés le long de la ligne et à l'établissement d'industries locales. Bradford, qui n'était jusqu'alors qu'un hameau agricole isolé, devint rapidement un centre de sciage et un point d'expédition très actif. Pendant plusieurs années, il a servi de débarcadère aux navires à vapeur du lac Simcoe qui transféraient des marchandises vers le chemin de fer, jusqu'à ce que le NRC construise des installations portuaires sur le lac lui-même.
Au fur et à mesure que la ligne du NRC se déplaçait vers le nord, à travers de grandes forêts de pins, le commerce du bois en venait à dominer l'économie de la région, et bien que les activités d'exploitation forestière se soient progressivement déplacées du comté de Simcoe vers la région de la baie Georgienne, Bradford est longtemps restée une importante ville de scieries. Au même moment, les marchés de Toronto étant facilement accessible par le chemin de fer, Bradford commençait à se développer pour devenir un important centre d'entreposage et d'expédition de céréales, desservant le terrain de culture du blé environnant. Des entrepôts et des élévateurs sont construits dans la ville et la quantité de céréales expédiées à Toronto augmente de façon spectaculaire dans les années 1860. La population de Bradford augmente rapidement, atteignant environ 2 000 habitants au début des années 1870, grâce à l'essor du commerce d'exportation local.

### Grand Tronc

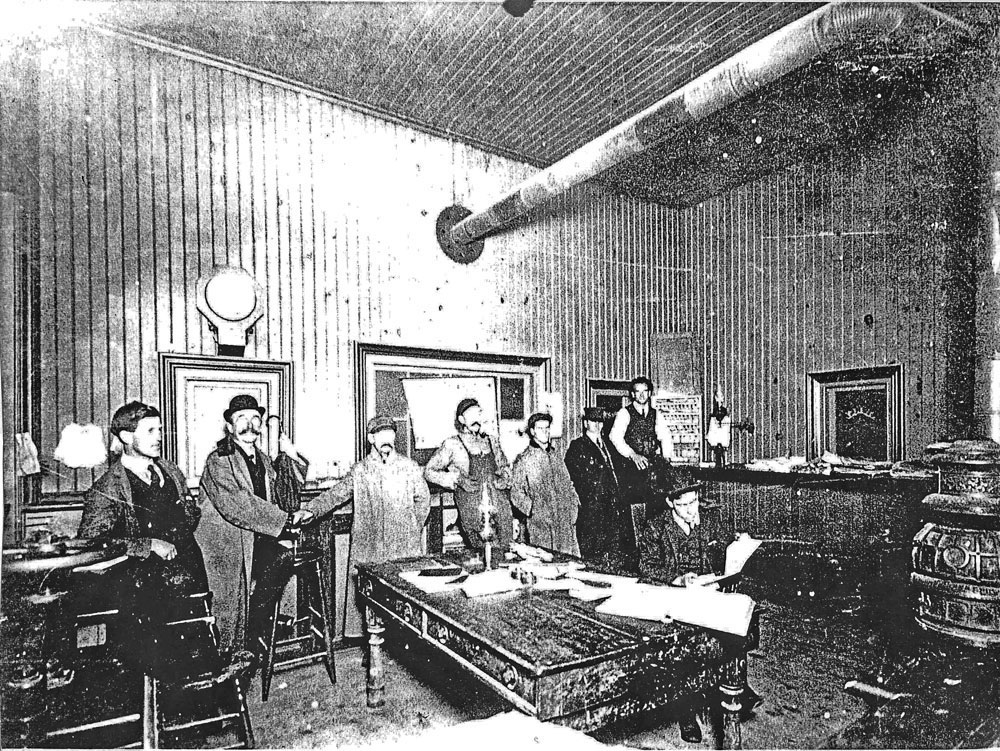
Vue de l'intérieur de la gare vers 1904

Néanmoins, le déclin à long terme des industries du bois et des céréales dans le sud de Simcoe au cours des dernières décennies du XIXe siècle entraîne la stagnation de l'économie locale. Les moulins ferment et la population de la ville diminue fortement après 1880. La reprise fut progressive, mais une certaine prospérité était revenue à Bradford au début du siècle. Vers la fin de l'année 1899, un journal local observe qu'avec un certain nombre de nouvelles maisons en construction, la ville a certainement pris de l'essor. Une industrie de l'élevage florissante s'est développée dans la région, et on rapporte qu'un grand nombre de porcs et de bovins sont conduits au dépôt du Grand Tronc pour être expédiés par train vers le marché de Toronto.
Entre-temps, la modernisation de l'équipement de la minoterie de Bradford a permis d'augmenter la capacité de production à 300 barils par jour, avec un volume d'affaires qui permet à la minoterie de fonctionner jour et nuit pendant six ou huit mois de l'année, desservie par ses propres élévateurs et sa voie d'évitement ferroviaire. En outre, une usine de rabotage fut créée à Bradford en 1899 et devint rapidement l'un des principaux employeurs de la ville. Son chiffre d'affaires annuel élevé dépendait de la liaison ferroviaire du Grand Tronc. En effet, les industries locales en plein essor ont généré de précieuses activités de transport de marchandises pour le chemin de fer, et c'est au cours de cette période de croissance économique que le Grand Tronc a remplacé l'ancienne gare de Bradford pour un bâtiment plus moderne, probablement en 1900, la même année où le Grand Tronc a également remplacé les gares de Newmarket et d'Aurora, posé de nouveaux rails entre Toronto et Barrie, et introduit de nouveaux wagons de passagers sur la ligne, dans le cadre de son programme d'amélioration de ses actifs et de ses installations.

### Canadien National
La viabilité de l'économie de Bradford reposait sur l'accès par voie ferrée au marché de Toronto, et la nouvelle gare ferroviaire est restée longtemps le centre des activités industrielles de la ville, avec des moulins, des élévateurs et des entrepôts situés à proximité. L'assèchement d'une partie du marais Holland, juste à l'extérieur de Bradford, dans les années 1920, et l'arrivée d'un grand nombre d'immigrants dans la région, ont conduit au début des opérations de maraîchage commercial sur les marais récupérés dans les années 1930. Le succès remarquable de ce projet et la croissance rapide de la population dans la région après la Seconde Guerre mondiale ont revitalisé Bradford. Un certain nombre d'entrepôts frigorifiques, d'usines de transformation et de préemballage ont été construits dans la ville pour gérer la production de légumes à grande échelle des fermes marécageuses. Malgré la concurrence croissante des entreprises de camionnage, le CN a joué pendant de nombreuses années un rôle clé dans l'exportation de ces produits. Près des voies ferrées s'est développée une rangée continue de bâtiments industriels, avec des quais de chargement de chaque côté de chaque bâtiment, l'un pour le chargement des wagons frigorifiques sur les voies ferrées privées, et l'autre pour l'emballage des légumes dans les énormes camions frigorifiques. Survivance d'une époque de prospérité antérieure, la gare est restée active et a dû être agrandie à la fin des années 1950 pour faire face à l'expansion du transport de marchandises dans la ville.
Bien que l'impact du chemin de fer sur l'économie locale ait progressivement diminué, Bradford continue de prospérer en tant que centre régional de transformation, de distribution et de services, bien desservi par les autoroutes provinciales. Dans les années 1980, la ville fusionnée de Bradford West Gwillimbury, dont la population approche les 17 000 habitants, s'est également développée en tant que banlieue résidentielle de Toronto, et GO Transit a commencé à exploiter des trains à partir de cette nouvelle banlieue.

### GO Transit
Au début, GO Transit assurait un aller-retour les jours de semaine (arrivée le matin, départ l'après-midi), avec des arrêts à Maple, King City, Aurora, Newmarket et Bradford. Le 17 septembre 1990, le gouvernement provincial libéral de David Peterson a annoncé une extension du service ferroviaire vers le nord jusqu'à Barrie, avec une extension possible jusqu'à Orillia. Malheureusement, le nouveau service n'était pas assez populaire pour survivre à la récession qui s'annonçait et, le 5 juillet 1993, les coupes budgétaires du gouvernement néo-démocrate ont contraint GO à raccourcir le train unique jusqu'à Bradford.
Pendant des années, la ligne Bradford a enregistré le plus faible taux de fréquentation du réseau de trains GO, mais le développement et la croissance de la région du Grand Toronto ont rattrapé le service, augmentant la demande de trains de banlieue au nord de la ville de Toronto. Un deuxième train Bradford a été ajouté le 8 septembre 1998, ce qui a entraîné une augmentation de 45 % du nombre d'usagers en quelques mois.
Le rêve de prolonger le service ferroviaire jusqu'à Barrie s'est poursuivi, la probabilité augmentant avec la croissance explosive de la ville à la fin des années 1990. Toutefois, la décision du CN d'abandonner la subdivision Newmarket au nord de Barrie, arrachant les voies entre Barrie et Washago, est venue compliquer le plan. Le CN a reçu la permission d'abandonner la subdivision Newmarket de Barrie à Longford le 21 septembre 1996. Le lendemain, VIA Rail a exploité son dernier Canadien à destination de Barrie et d'Orillia. VIA Rail et Ontario Northland ont été forcés de déménager sur la subdivision Bala, le long de la rive est du lac Simcoe. Les rails de Barrie vers le nord ont rapidement été retirés et Barrie et Orillia ont perdu le peu de service de trains de voyageurs qu'elles avaient vers Toronto.
La ville d'Orillia a tenté sans succès de sauver les voies qui traversent ses limites municipales, mais la ville de Barrie et la ville de Collingwood ont réussi à acheter leurs voies et à établir une ligne courte pour les desservir. Le gouvernement de l'Ontario est également intervenu pour acheter la subdivision Newmarket au nord de la subdivision York afin de protéger ses services de train GO vers Bradford. Les voies près du lac Simcoe, autour de la gare d'Allandale, ont toutefois été arrachées.
GO Transit, puis Metrolinx, ont continué à améliorer leur service à Bradford, tout en avançant lentement vers le rétablissement du service à Barrie. Les travaux d'installation d'un pont ferroviaire sur la subdivision Newmarket, au-dessus de l'intersection de la subdivision York du CN, au niveau de l'ancien Snider Diamond, ont commencé. Ce pont a été ouvert aux trains de GO Transit en décembre 2006. Ensuite, grâce au financement des gouvernements provincial et fédéral, le service ferroviaire a été prolongé au nord de Bradford jusqu'à la nouvelle gare de Barrie South, à l'extrémité sud de la ville. Les trains de GO Trains ont commencé à desservir cet arrêt le 17 décembre 2007, rétablissant ainsi un service qui n'avait pas fonctionné depuis quatorze ans, même si les passagers devaient encore prendre des autobus pour continuer le trajet jusqu'au centre-ville de Barrie.
Enfin, à la fin de l'année 2009, Metrolinx a annoncé des plans pour combler l'écart, en améliorant les voies, les passages à niveau et les signaux, et en reposant vingt kilomètres de voies qui avaient été emportées. Le 15 décembre 2009, Metrolin a annoncé un accord pour l'achat du reste de la subdivision Newmarket au sud de la subdivision York pour 68 millions de dollars, donnant à l'organisme de transport régional le contrôle total de la ligne de Union à Barrie. L'organisme a commencé à construire un nouveau faisceau de garage et à restaurer la gare historique d'Allandale au centre-ville de Barrie, sur les rives du lac Simcoe (bien qu'elle ne fasse pas partie de la gare GO opérationnelle). Après des retards, un premier train cérémonial est entré dans la gare rebaptisée Allandale Waterfront le 29 janvier 2012, et le service régulier a commencé le jour suivant.
À l'été 2012, cinq trains GO circulaient en semaine entre Barrie et Toronto (cinq vers Toronto le matin, cinq depuis Toronto l'après-midi). De plus, à la fin du mois de mai, GO Transit a annoncé qu'un service de train pour les week-ends et les jours fériés serait mis en place pour l'été, avec deux trains circulant à destination et en provenance de Barrie, et quatre trains circulant à destination et en provenance d'East Gwillimbury (avec des correspondances en bus emmenant les passagers jusqu'à Barrie). Bien que l'achalandage de ce service de fin de semaine ait été initialement faible (moins de 150 passagers par jour), le service a été repris pour l'été 2013, et l'achalandage a augmenté à plus de 200 passagers par jour. Le service de fin de semaine est devenu permanent le 31 décembre 2016, faisant de Barrie la deuxième ligne de GO Train à offrir un service sept jours sur sept tout au long de la journée de service.

### Projet d'expansion
Metrolinx a lancé un projet d'expansion du réseau GO afin d'offrir un service bidirectionnel plus fréquent, toute la journée, sur la ligne de Barrie, jusqu'à toutes les 15 minutes, sept jours sur sept. À Bradford, Metrolinx prévoit d'installer un feu de signalisation à l'entrée de Dissette Street afin d'améliorer la circulation, construire de nouveaux trottoirs menant à la gare depuis Dissette Street et Bridge Street, moderniser l'éclairage de la gare et le caméra de surveillance, ajouter des places de stationnement, remettre le stationnement en état, améliorer la gestion du système d'évacuation des eaux pluviales et reconfigurer la boucle de bus avec trois nouveaux quais de bus et un nouvel abribus chauffé. Les travaux se poursuivent jusqu'à l'automne 2023.

## Architecture

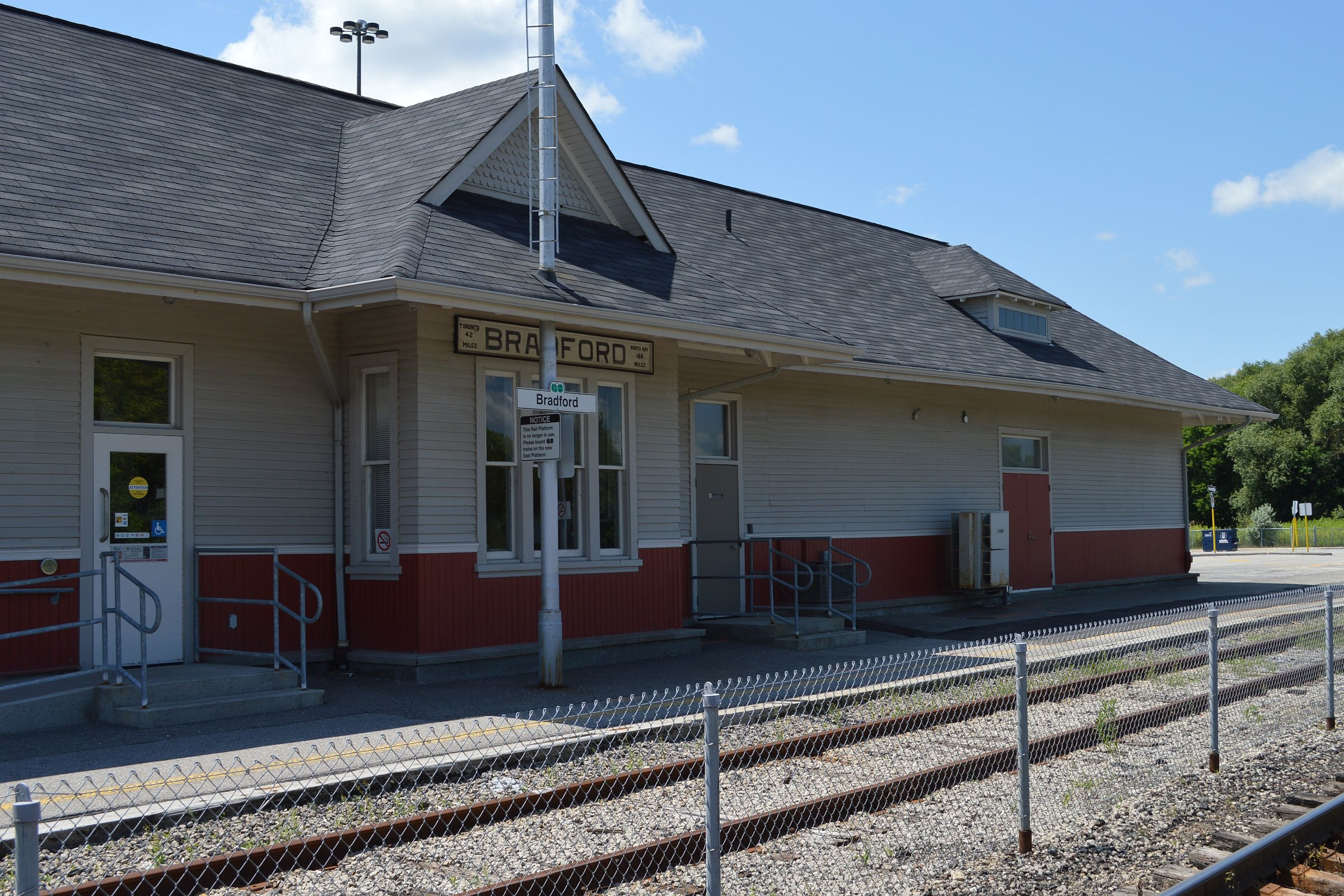
L'extérieur de la gare en 2013

La gare construite à Bradford par le Grand Tronc au début du siècle, en remplacement d'un dépôt antérieur, est le fruit du vaste programme d'amélioration des actifs physiques et des installations de l'entreprise, pendant la période de prospérité qui a précédé la Première Guerre mondiale. Entre 1890 et 1905, alors que le trafic de passagers et de marchandises augmentait, le Grand Tronc remplaça la plupart des dépôts le long de l'ancienne ligne du Northern Railway par des bâtiments modernes, dont l'architecture était destinée à incarner l'identité et la personnalité de l'entreprise du Grand Tronc sous la direction de Hays. Si ces gares de « troisième génération » étaient le plus souvent construites avec une charpente relativement simple, elles ne manquaient pas de style visuel, présentant à des degrés divers cette combinaison caractéristique de rationalisme structurel et de romantisme visuel que les historiens de l'architecture ont relevée dans un grand nombre de bâtiments de cette époque. Le pignon et les lucarnes, le toit en croupe en forme de cloche et l'avant-toit profond de la gare de Bradford, par exemple, sont des caractéristiques typiques d'un certain nombre de gares du Grand Tronc d'avant-guerre, et confèrent à ces structures fonctionnelles une qualité pittoresque attrayante.
La conception extérieure de base de la gare, un bâtiment rectangulaire à un étage, semble avoir été adaptée d'un plan standardisé et économique largement utilisé par le Grand Tronc à cette époque et désigné plus tard par la compagnie comme sa « gare du standard n° 3 ». La formule n'était pas rigide. Le Grand Tronc était prêt à autoriser davantage de modifications locales de ses projets que certaines autres compagnies ferroviaires, et les détails varient parfois de manière significative d'une gare à l'autre. Malheureusement, il n'est plus possible de reconstituer avec certitude tous les détails du projet original de la gare, car il ne subsiste ni les plans, ni les premières photographies des élévations. Il est clair, cependant, que le projet de Bradford présentait certaines similitudes avec les plans d'autres gares de remplacement construites à peu près à la même époque le long de l'ancienne ligne du Northern Railway, à Aurora et à Newmarket, toutes deux encore debout.
Les dimensions globales des trois gares étaient à peu près les mêmes (environ 70 pi x 20 pi, bien que les trois aient été agrandies par la suite). Dans chaque cas, le long toit en croupe était interrompu par un pignon central au-dessus de la travée côté voie. Les exemples d'Aurora et de Newmarket avaient également des pignons d'extrémité, tandis que le plan de Bradford comprenait de petites lucarnes en croupe, à l'avant et à l'arrière. Les trois gares étaient à l'origine dotées d'un bardage vertical en planches et tasseaux, qui a été décrit comme la « caractéristique saillante » du « Stick Style » de l'architecture des gares. S'inspirant d'un style d'habitation américain contemporain qui mettait l'accent sur l'ossature ou la charpente d'un bâtiment, les gares du Stick Style imitaient le gothique victorien à l'échelle domestique, en s'appuyant sur l'utilisation de couleurs et de textures de surface contrastées, avec une gamme limitée de détails décoratifs ajoutés. Avec leurs peintures vives, leurs crêtes de toit ornementales et les décorations élaborées des pignons, les gares d'Aurora et de Newmarket étaient des produits typiques du genre, et il semble que la conception de Bradford ait également intégré des éléments du Stick Style.
En plus du bardage en planches et tasseaux, par exemple, la gare de Bradford, telle qu'elle a été construite, comportait également un abri à auvent distinctif, qui s'étendait depuis l'extrémité sud du bâtiment à un niveau légèrement inférieur à celui du toit principal, qui était soutenu par deux minces poteaux en bois. Les abris ouverts de ce type étaient caractéristiques de la conception des gares du Stick Style, un exemple plus petit ayant été construit à Aurora.
Dans son état d'origine, la gare de Bradford présentait donc sans aucun doute une ressemblance, au moins superficielle, avec ses sœurs d'Aurora et de Newmarket, mais la nature fragmentaire des preuves qui subsistent concernant la conception de Bradford empêche toute comparaison plus détaillée. De la finition extérieure d'origine du bâtiment de Bradford, il ne reste plus rien, à l'exception d'une petite pièce de boiserie victorienne en « écailles de poisson » sous le pignon. Le revêtement en planches et lattes et les autres détails décoratifs ont disparu depuis longtemps. Ce qui reste est sans aucun doute un dépôt du Grand Tronc du début du siècle, mais avec peu de caractéristiques distinctives. Le pignon est fortement tronqué, perché au sommet d'un surplomb évasé et en croupe au niveau de la baie côté voie. Parmi les autres caractéristiques notables, les avant-toits sont très larges, les supports d'auvent en bois sont exposés, les quais de chargement surélevés desservent les portes avant, arrière et d'extrémité de la salle des marchandises à l'extrémité nord de la gare.
L'abri en croupe, qui introduisait un certain degré de complexité dans la ligne de toit d'origine de la gare, a été retiré, ainsi qu'une partie du toit principal, lors de l'allongement du bâtiment de quelque 25 pieds à l'extrémité sud, en 1953. Bien que la ligne du toit poursuive de la manière la plus transparente possible, l'allongement de la gare a clairement bouleversé la symétrie de ses proportions d'origine, donnant au bâtiment l'impression d'être trop étiré, affaiblissant l'impact visuel du pignon central et des lucarnes. La construction de l'extension a également nécessité des changements dans la configuration des portes et des fenêtres de la gare, et d'autres réarrangements ont eu lieu lors de rénovations ultérieures. Au cours de ses modifications, l'extérieur du bâtiment a pris un aspect légèrement délabré, avec des plaques de bardage dépareillées et des lucarnes recouvertes de planches.

## Service aux voyageurs

### Accueil
La gare de Bradford est une gare sans personnel. Les passagers peuvent acheter leurs billets ou recharger leurs cartes Presto auprès d'un distributeur automatique. La gare est équipée d'une salle d'attente, des toilettes, d'un abri de quai chauffé, de Wi-Fi, d'un téléphone payant, d'un stationnement incitatif, et d'un débarcadère. Le stationnement incitatif dispose des places réservées et d'une zone de covoiturage.

### Desserte
À compter du 8 avril 2023, sept trains en provenance d'Allandale Waterfront s'arrêtent à cette gare pendant la période de pointe du matin, et un train part de cette gare. Aux heures de pointe de l'après-midi, sept trains en provenance d'Union et à destination d'Allandale Waterfront s'arrêtent à cette gare, tandis qu'un train s'y termine. Six trains de week-end s'arrêtent à cette gare dans chaque direction.
En dehors des heures de pointe, un service de bus est proposé en direction de la gare Union de Toronto, avec une correspondance soit à la gare d'Aurora, soit à celle d'East Gwillimbury. Les bus en direction de Barrie s'arrêtent à la gare d'Allandale Waterfront. Comme GO Transit déplace son service de bus de la gare routière du centre-ville vers Allandale Waterfront, les passagers se dirigeant vers le centre-ville de Barrie doivent faire une correspondance avec les bus locaux de Barrie Transit.

### Intermodalité

#### GO Transit
- 68 Barrie - Newmarket (tous les jours, pour relier les trains qui terminent leur trajet à Aurora)
  - Direction nord vers le terminus Barrie
  - Direction sud vers la gare d'Aurora

#### BWG Transit
- 1 Crosstown (lundi au samedi)[8]
  - Direction ouest vers SmartCentres Bradford

En plus, les passagers de GO Transit peuvent présenter une carte Presto valide et voyager gratuitement avec Taxi-to-GO, le service de taxi partagé qui assure le transport entre les arrêts de bus de BWG Transit et la gare de Bradford. Ce service est disponible pour les départs en semaine entre 5h50 et 9h19 et les arrivées entre 15h50 et 20h. Les passagers peuvent appeler Town Taxi (905-775-5656) au plus tard à 20h la veille pour réserver une course et un taxi portant le logo de BWG Transit viendrait chercher à l'heure prédéterminée à l'arrêt ou à la gare précisée.

#### Simcoe County LINX
- 5 New Tecumseth - Bradford West Gwillimbury (lundi au vendredi)

LINX assure un service de bus entre Alliston et Bradford en semaine. Les trajets en direction est commencent à 5h20 à partir d'Alliston (complexe récréatif de New Tecumseth), et sont assurés toutes les 60 minutes, le dernier bus partant à 18h05. Les trajets en direction ouest commencent à 5h20 à la gare de Bradford, toutes les 60 minutes, le dernier bus partant à 17h20. Il n'y a pas de service les samedis, dimanches et jours fériés. Le tarif est de 2 $ à l'intérieur de Bradford West Gwillimbury, et de 4 $ vers New Tecumseth.